# Kils station
Kils station är en trafikplats i Kil, cirka 246 kilometer från Falu centralstation och 232 kilometer från Göteborgs centralstation.

## Historik
Den första järnvägsstationen i Kil låg 1,6 km sydöst om den nuvarande stationen och öppnade den 19 juni 1871 när nuvarande Värmlandsbanan öppnades mellan Karlstad och Arvika. I oktober samma år öppnades en sidolinje till Fryksta för anslutning till båttrafiken på Frykensjöarna. 1876 tillkom nuvarande Bergslagsbanan. 15 november 1879 öppnades en ny station i Kil på den nuvarande platsen. Den namngavs Kil (i vissa sammanhang även kallad Kils övre) och den gamla stationen namngavs Kils nedre. I samband med detta drogs Bergslagsbanan om till den nya stationen i Kil och dess fortsättning mot Göteborg, nuvarande Norge/Vänerbanan, öppnades. 1906 stängdes Kils nedre och banan från Fryksta drogs om till Kils station. 1912 öppnades linjen mot Sunne, nuvarande Fryksdalsbanan, för provisorisk godstrafik och 1913 öppnade den för allmän trafik. Banan till Fryksta revs 1974.

## Trafik
Kil är en viktig järnvägsknut med trafikerade järnvägar i fem olika riktningar, där Värmlandsbanan passerar mellan Laxå och Charlottenberg, medan Bergslagsbanan från Gävle, Fryksdalsbanan från Torsby och Norge/Vänerbanan från Göteborg alla har ändpunkt i Kil. Kils resecentrum har det högsta antalet spår i Sverige, där det finns totalt 20 spår, 7 av dem används för persontrafik och de resterande 13 används för godstransport mellan Sverige och Norge.[källa behövs] Det är också en knutpunkt för dansk frakt till och från Norge och norra Sverige.